# أحمد ميتو
احمد مصطفى محمود ميتو أو أحمد ميتو (5 نوفمبر 1966-14 أكتوبر 2015)، هو أحد أشهر المعمارين المصريين، كان عضوًا في هيئة التدريس في جامعة عين شمس في القاهرة، من أهم أعماله مبنى المحكمة الدستورية الجديد ومكتبة الإسكندرية،اختير لرئاسة أكاديمية روما عندما تولى الدكتور عماد أبو غازي وزارة الثقافة عقب احداث ثورة يناير 2011.

## نبذة عنه
الدكتور أحمد ميتو من مواليد الخامس من نوفمبر عام 1966 . حصل على بكالوريويس عام 1989 من هندسة عين شمس بتقدير امتياز مع مرتبة الشرف. ولم يتوقف الدكتور أحمد ميتو عند هذا الحد بل حصل على الماجستير في العمارة بعنوان "تنسيق المواقع وعلاقته بالتجمعات السياحية .
ثم نال الدكتوراه في عام 2002 بعنوان «نحو منظومة معاصرة في تطوير المباني التذكارية (دراسة مجال التفاعل مع العمارة التكاملية)».
أعلن يوم الأربعاء الموافق 14 أكتوبر 2015 عن وفاته إثر حادث أليم.

## حياته المهنية
- مدير الأكاديمية المصرية للفنون بروما في الفترة من 2011-2012.
- مستشار معماري لوزارة الثقافة لعام 2010.
- مستشار معماري للمجلس الأعلى للآثار (مصر) لعام 2010.
- مثَّل مصر ببينالي العمارة بفينسيا لعام 2010 كقوميسير ومنسق عام.
- عضو هيئة تدريس في قسم الهندسة المعمارية بكلية الهندسة بالجامعة الأمريكية بالقاهرة منذ عام 2009. المؤسس والرئيس التنفيذي لشركة “ام ايه ستديو المساهمة” من 1 يناير 2009 وحتى تاريخه.
- عضو المجلس الأعلى للتخطيط والتنمية العمرانية برئاسة السيد الدكتور رئيس مجلس الوزراء بموجب التشكيل الأول لقرار السيد رئيس الجمهورية رقم 298 لسنة 2008 وحتى تاريخه.
- مهندس استشاري مسجل بنقابة المهندسين من 1 يناير 2007 وحتى تاريخه.
- تمثيل مصر في بينالى تورينو لعام 1997.
- ترشح لتمثيل مصر ببينالي العمارة بفينيسيا لعام 1996.
- المؤسس لمكتب «اريد» للاستشارات الهندسية في الفترة من 1 يناير 1991 وحتى 2002، والذي تم تطويره في 2003 ليصبح “ميتو ستديو” للعمارة والتخطيط.
- مثَّل مصر ببينالي العمارة بلندن لعام 1991.
- عضو هيئة تدريس في قسم الهندسة المعمارية بكلية الهندسة جامعة عين شمس من يناير 1991 وحتى تاريخه.
- عضو بنقابة المهندسين المصرية منذ 1 يناير 1989.[4]

## وصلات خارجية
- تفاصيل أختيار تصميم مبني المحكمة الدستورية، برنامج 90 دقيقة، قناة المحور الفضائية
- محاضرة للدكتور: أحمد ميتو عن العمارة بإحدى الجامعات المصرية
- محاضرة للدكتور: أحمد ميتو عن العمارة البايو-ديجيتال